# Adrián Sánchez
Adrián Arturo Sánchez Tomás (né le 16 août 1990 à Maracaibo, Zulia, Venezuela) est un joueur de champ intérieur des Nationals de Washington de la Ligue majeure de baseball.

## Carrière
Adrián Sánchez signe son premier contrat professionnel en janvier 2007 avec les Nationals de Washington.
Né au Venezuela d'un père colombien, Sanchez représente en 2017 la Colombie à la Classique mondiale de baseball.
Il fait ses débuts dans le baseball majeur avec les Nationals de Washington le 30 juin 2017.